# Tobias Faber
Tobias Faber, född 1 januari 1915 i Köpenhamn, död 17 november 2010, var en dansk arkitekt, delvis verksam i Sverige.

## Utbildning och verksamhet
Tobias Faber verkade som arkitekt och arkitekturskribent. Han var anställd hos Kooperativa Förbudets Arkitekt – och Ingenjörsbyrå 1942–1943 och arbetade sedan 1943–1945 i Stockholm tillsammans med Jørn Utzon. Han var professor vid Kunstakademiet i Köpenhamn 1962–1985 och rektor där 1965–1985.

## Utmärkelser
- Emil Bissen-priset, med  Mogens Irming och Jørn Utzon,  1947[2]
- N.L. Høyen-medaljen,  1988[3]
- Kommendör av Dannebrogorden[3]

[Redigera Wikidata]